# Більча (Сандомирський повіт)
Більча (пол. Bilcza) — село в Польщі, у гміні Образув Сандомирського повіту Свентокшиського воєводства.
Населення — 326 осіб (2011).
У 1975-1998 роках село належало до Тарнобжезького воєводства.

## Демографія
Демографічна структура на день 31 березня 2011 року:
|          | Загалом | Допрацездатний вік | Працездатний вік | Постпрацездатний вік |
| -------- | ------- | ------------------ | ---------------- | -------------------- |
| Чоловіки | 159     | 24                 | 103              | 32                   |
| Жінки    | 167     | 40                 | 75               | 52                   |
| Разом    | 326     | 64                 | 178              | 84                   |